# Günther-Kommission
Die Günther-Kommission wurde im Mai 1967 von der Bundesregierung als Enquete-Kommission zur „Untersuchung der Gefährdung der wirtschaftlichen Existenz von Presseunternehmen und der Folgen der Konzentration für die Meinungsfreiheit in der Bundesrepublik Deutschland“ eingesetzt. Die Kommission wurde nach ihrem Vorsitzenden Eberhard Günther, seinerzeit auch Präsident des Bundeskartellamtes, benannt. Anlass waren die teilweise gewalttätigen Studentenproteste gegen den Axel-Springer-Verlag. 1968 verkaufte Springer seine Münchner Zeitschriften-Tochtergesellschaft Kindler & Schiermeyer (Jasmin, Twen, Eltern und Bravo) an den Stuttgarter Verleger Hans Weitpert für einen Kaufpreis zwischen 70 und 80 Millionen Mark, außerdem das Neue Blatt an den Bauer-Verlag.